# Ахмед аль-Наваф ас-Сабах
Ахмед аль-Наваф ас-Сабах (араб. أحمد النواف الصباح‎; род. 1956, Эль-Кувейт) — старший сын бывшего эмира Кувейта Навафа аль-Ахмеда ас-Сабаха, премьер-министр с 24 июля 2022 по 20 декабря 2023 года.

## Биография
Родился в 1956 году в семье принца Навафа аль-Ахмеда ас-Сабаха и его супруги Шарифы бинт Сулайман Аль-Джассим.
В 2014 году ушёл в отставку в звании генерал-лейтенанта, проработав до этого в течение многих лет в Министерстве внутренних дел. Выйдя на пенсию, стал губернатором провинции Хавалли, которую занимал до осени 2020 года. 
В сентябре 2020 года после смерти эмира Сабаха аль-Ахмеда его отец стал новым эмиром страны. 
В ноябре 2020 года принц Ахмед был назначен заместителем командующего Национальной Гвардии, должность которого ранее занимал его дядя Мишааль аль-Ахмед, ставший новым наследным принцем. Спустя полтора года, в марте 2022 года Ахмед аль-Наваф был назначен первым вице-премьером и министром внутренних дел.
В июле 2022 года эмир Наваф назначил Ахмеда премьер-министром страны, сформировав новое правительство.
20 декабря 2023 года подал заявление об отставке своего кабинета с поста премьер-министра недавно сменившему его эмиру Мишаалю ас-Сабаху.